# Titularbistum Castra Martis
Castra Martis (ital.: Castra di Marte) ist ein Titularbistum der römisch-katholischen Kirche. 
Es geht zurück auf einen Bischofssitz in der Stadt Kula, die sich in der Spätantike in der römischen Provinz Dacia ripensis (heutiges Bulgarien) befand. Das Bischofssitz gehörte der Kirchenprovinz Ratiaria an.
| Titularbischöfe von Castra Martis |                  | |                   |                  |
| Nr.                               | Name             | Amt | von               | bis              |
| 1                                 | Platon Kornyljak | Apostolischer Vikar der Apostolischen Exarchie für katholische Ukrainer des byzantinischen Ritus in Deutschland und Skandinavien | 17. April 1959    | 1. November 2000 |
| 2                                 | Petro Kryk       | Apostolischer Vikar der Apostolischen Exarchie für katholische Ukrainer des byzantinischen Ritus in Deutschland und Skandinavien | 20. November 2000 |                  |